# 天津地理
天津市是中华人民共和国的直辖市、国家中心城市和中国北方最大沿海开放城市。天津位于华北平原东北部的海河各支流交汇处，东临渤海，北依燕山，介于东经116°43′－118°04′，北纬38°34′－40°15′之间，是以城市为主体的中央直辖市行政区划单位。天津是中国北方少有的山、河、湖、海、湿地齐全的城市，有海河在城中蜿蜒而过。天津市全境属于温带季风气候，主要受季风环流影响，四季分明。天津市陆地面积为11916.85平方公里，海洋管辖面积为3000余平方公里。
天津自古因漕运而兴起，明永乐二年十一月二十一日（1404年12月23日）正式筑城，是中国古代唯一有确切建城时间记录的城市。
截至2018年末，天津全市常住人口1,559.60万人，其中，外来人口499.01万人，占全市常住人口的32.0%，城镇化率为83.15%。

## 地理区位

天津在中国的位置

天津市的地理坐标位于东经116°43′－118°04′，北纬38°34′－40°15′之间，位于中华人民共和国的华北地区，处于国际时区的东八区。天津市市域范围东起汉沽洒金坨以东的陡河西干渠，西至静海县子牙河王进庄以西的滩德干渠，东西宽117公里；北起蓟州区黄崖关，南至大港翟庄子沧浪渠。天津市的东、西、南方分别与河北省的唐山、承德、廊坊、沧州地区接壤，并与山东省、辽宁省隔海相望。
截至2015年，天津市市域总面积为11916.85平方公里，陆界长1137.48公里。而随着天津港东疆港等新港区和第二港口天津南港的建设等填海造陆工程的进展，天津的海岸线持续增长，从2000年的146.53公里，增长至2012年的302.62公里。

### 天津四至
| 四至 | 位置             | 经纬度                                          |
| ---- | ---------------- | ----------------------------------------------- |
| 北   | 蓟州区下营镇     | 40°15′07″N 117°26′02″E / 40.25201°N 117.43388°E |
| 东   | 滨海新区寨上街道 | 39°14′02″N 118°03′36″E / 39.23400°N 118.06000°E |
| 南   | 滨海新区太平镇   | 38°33′18″N 117°18′10″E / 38.55495°N 117.30285°E |
| 西   | 静海区王口镇     | 38°54′33″N 116°42′08″E / 38.90930°N 116.70230°E |

## 地理环境演变

### 第四纪以来
天津地区位于渤海湾西岸，自新生代的新近纪以来，地表环境以陆地为主，当时地表的沉积物基本上是河流湖泊环境中的沉积物，并且普遍埋藏有陆相生物化石群。根据研究结果表明，天津地区在第四纪成为陆地环境阶段，多为气候寒冷的冰期。尤其在距今1.8万年前的第四纪末次冰期气候盛行时期，北半球中纬度的气温比现在要低10-15摄氏度。据此推算，当时的海平面比现在低132米左右，当时的黄海、渤海等浅海海地露出海面，与华北平原连城广袤的大平原，为陆地生物迁徙提供了条件。在天津附近的渤海海底，有考古工作者曾发现过活跃于第四纪冰期的披毛犀和猛犸象化石。

### 原始聚落形成时期
天津平原地区的开发大约开始于距今6000年前的新石器时代，而且经过了一个由北向南、自西向东逐步推进的过程。1974年，考古工作者首先在天津北郊刘家码头发掘出石斧和石磨棒，以后又陆续在武清区、宁河县和宝坻区发现了同类的石斧和石磨棒。经鉴定，在天津出土的石器均属于新石器时代的遗物。因而可以证明，当时天津北部和西部地区地势较高、河流纵横、土质肥沃，新时期时代已经有群居的先民在这里进行农耕和渔猎活动，因此出现了许多原始的乡村聚落。与此同时，天津东部地区仍然爱处于海侵之中。根据史料记载，自商代开始，黄河曾先后三次改道在天津附近入海，经过数千年的淤积作用，海水才逐渐退到现在的海岸位置。

### 早期城市聚落形成时期
经过战国时期和秦代的开发，到西汉初年天津地区逐步富饶，人类居住和经济活动的有利条件增多。因天津平原濒临渤海，当时的滹池河（今滹沱河）、沽水（今北运河）、治水（今永定河）、桃水（上游为今拒马河）以及泒水（今海河）、庚水（今蓟运河）等均在天津分流入海。独立的海河水系尚未形成，黄河则在东平舒以南入海。
天津平原上有著名的洼淀雍奴薮，因而此地的捕鱼业和煮盐业兴盛。当时的朝廷为了税收和管理，在此设置了无终县。县城内有朝廷派驻的管理机构，周围建有城垣，形成了天津平原上早期的城市聚落。因天津平原水系众多，航运便利，这些城市聚落成为当地的政治经济中心以及水运交通枢纽。
西汉末期，由于局部海侵，海平面在天津附近上升了大约1米，当时海岸在今天的军粮城一带。滨海平原4米等高线以下的地区均受渍水淹没，形成一片沼泽，天津滨海平原上的许多原始聚落因此消失，西汉初年在天津所设立的四座县城均被废弃。直到东汉时期，天津地区开始海退，沼泽面积有所萎缩。中国古代地理名著《水经·鲍丘水注》曾有记载：“自是水之南，南极滹沱，西至泉洲雍权，东及于海，谓之雍权薮。其泽野，有九十九店，支流条分，往往迳通”。

## 自然地理特征

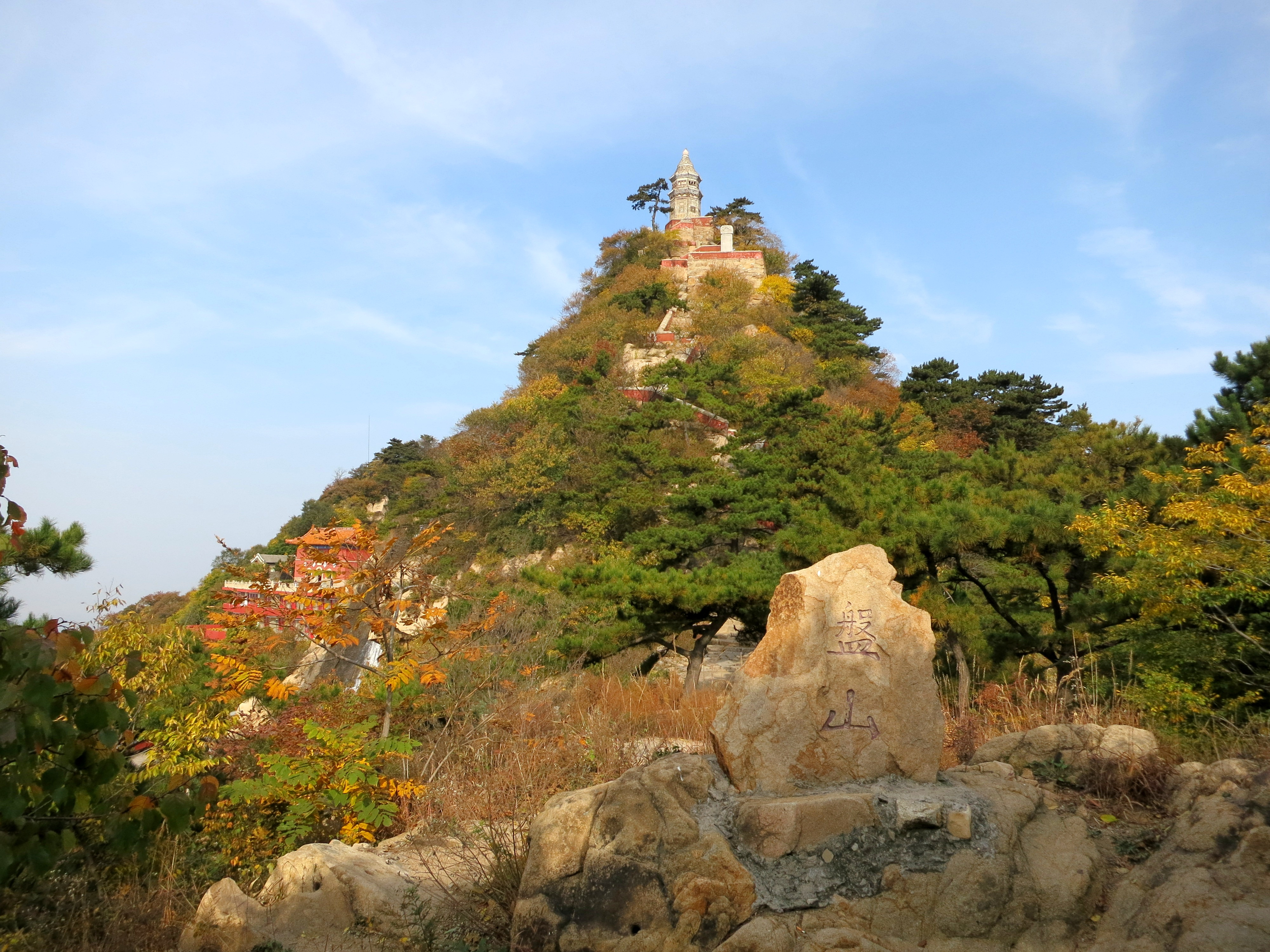
天津最北部蓟州的盘山

### 地质特征
天津地区地质史历时30亿年以上，由太古代发展到第四纪，才基本形成现今的地貌，当中经过了三个主要阶段，即地台基底形成阶段、地台盖层发育阶段和大陆边缘活动带阶段。从区域地质角度，按照地质力学的观点分析，天津地区在大地构造上可以划分成燕山褶皱带和属于新华夏系的华北沉降带两大构造单元。天津地处两大构造体系交界之处，尤其以第四纪以来的地壳活动最为明显。天津地区的地层主要有太上古届和中上元古界、古生界及新生界，其形成年代漫长，较为连续。蓟州区北部山区出露的中上元古界地层形成于距今18亿-8.5亿年前，属于海相、滨海相沉积，垂直厚度仅万米。由于该地层完整连续、界限清晰、构造简单、变质程度低，原始的沉积结构、构造和化石保存完好，为研究元古宙中晚期的岩石圈、水圈和生物圈发展演化提供了的研究证据，因此被确定为“中上元古界标准地层剖面”。

### 地貌环境
天津地势以平原和洼地为主，堆积平原区面积达11192.7平方公里，约占全市总面积的93%，其中近80%是河网密布的湿地和盐沼。因北部有低山丘陵，海拔由北向南逐渐下降，属于由燕山山脉向滨海平原的过渡地带。北部平均海拔1052米；东南部频临渤海湾，平均海拔仅3.5米，是华北平原的最低点，亦是中国海拔最低的大城市。天津市的最高点为蓟州区的九顶山，海拔高度为1078.5米。此外，天津地表植被有针叶林、针阔叶混交林、落叶阔叶林、灌草丛、草甸、盐生植被、沼泽植被、水生植被、沙生植被、人工林、农田种植和城市绿化景观植物等。由于，天津市区的绿化树木曾以白毛杨为主，故春末夏初会时常有“飞絮”的现象发生，迫使天津市园林部门正在逐步以白蜡树等代替。

### 气候

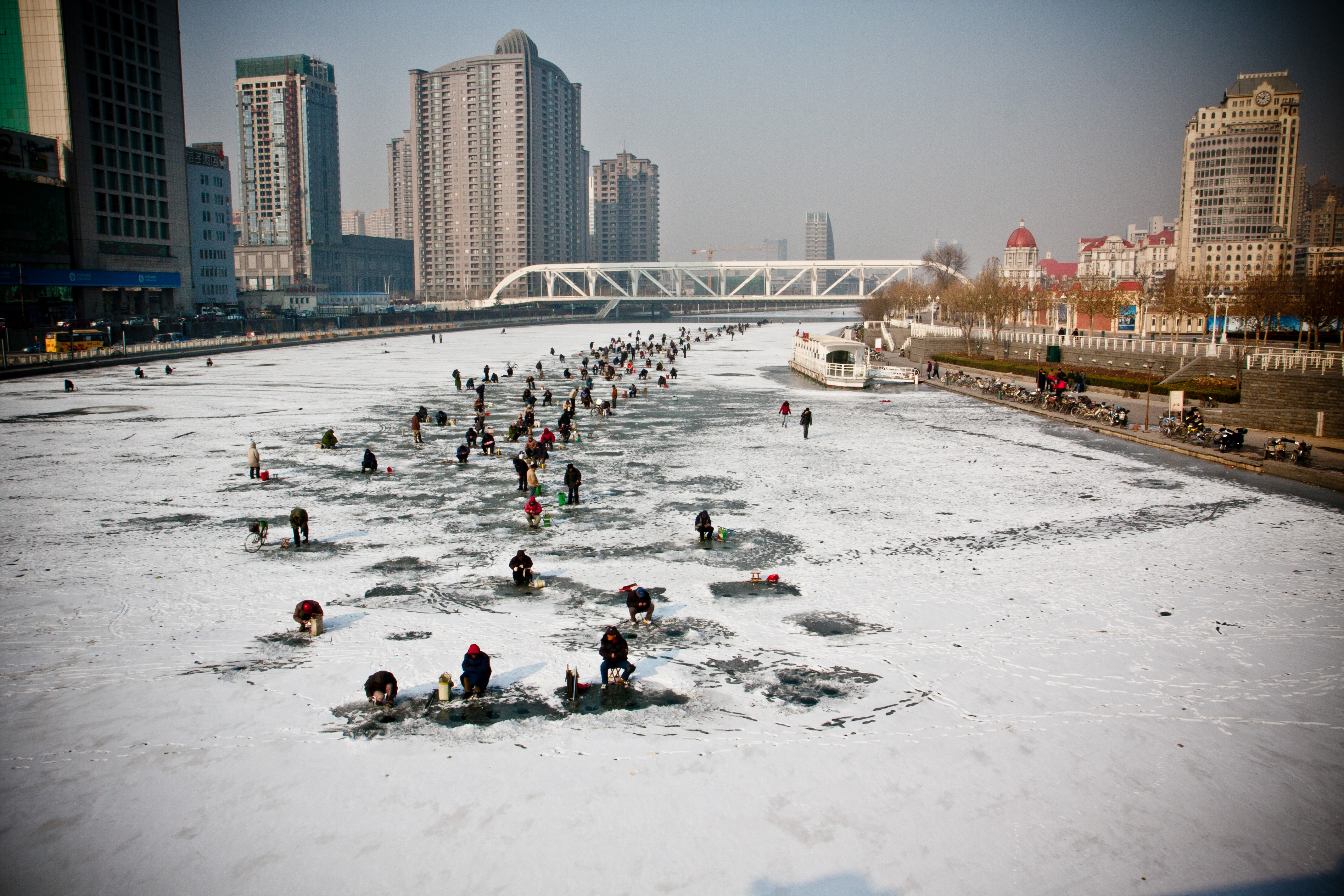
冬季海河的冰上垂钓

天津市位于中纬度欧亚大陆东岸，全境属温带季风气候，主要受季风环流影响，四季较为分明。天津地区夏季受西太平洋副热带高气压影响，以吹偏南风为主；冬季则受蒙古冷高气压控制，盛行偏北风。天津地区的一月平均气温为-5.4℃到-3.0℃，七月平均气温为25.9℃到26.7℃，年平均气温为12.3℃，年降雨量为500～700毫米，平均无霜期为196～246天。
根据天津气象站1910年以来的观测资料显示，近100年天津地区的平均气温呈显著上升趋势，其中，冬、春两季最低气温增加趋势最明显；夏季和全年高温阈值显著降低，但最长暖日天数自1990年代开始趋于增多；低温阈值显著上升，冬季升幅最大，冬、春两季霜冻日数和最长冷夜日数均显著减少。特别是，1980年代后天津地区的最低气温和冬季气温的快速升高。天津地区气温上升的趋势与全球变暖北半球的趋势一致。同时，天津地区的气温年际间差异和极端性正在减弱趋于稳定。
| 天津市气象数据（1981年至2010年） | 天津市气象数据（1981年至2010年） | 天津市气象数据（1981年至2010年） | 天津市气象数据（1981年至2010年） | 天津市气象数据（1981年至2010年） | 天津市气象数据（1981年至2010年） | 天津市气象数据（1981年至2010年） | 天津市气象数据（1981年至2010年） | 天津市气象数据（1981年至2010年） | 天津市气象数据（1981年至2010年） | 天津市气象数据（1981年至2010年） | 天津市气象数据（1981年至2010年） | 天津市气象数据（1981年至2010年） | 天津市气象数据（1981年至2010年） |
| 月份                             | 1月                              | 2月                              | 3月                              | 4月                              | 5月                              | 6月                              | 7月                              | 8月                              | 9月                              | 10月                             | 11月                             | 12月                             | 全年                             |
| -------------------------------- | -------------------------------- | -------------------------------- | -------------------------------- | -------------------------------- | -------------------------------- | -------------------------------- | -------------------------------- | -------------------------------- | -------------------------------- | -------------------------------- | -------------------------------- | -------------------------------- | -------------------------------- |
| 历史最高温 °C（°F）              | 14.3 (57.7)                      | 23.0 (73.4)                      | 30.5 (86.9)                      | 35.0 (95.0)                      | 40.5 (104.9)                     | 41.1 (106.0)                     | 40.5 (104.9)                     | 37.4 (99.3)                      | 35.4 (95.7)                      | 30.8 (87.4)                      | 23.1 (73.6)                      | 14.4 (57.9)                      | 41.1 (106.0)                     |
| 平均高温 °C（°F）                | 2.2 (36.0)                       | 6.1 (43.0)                       | 13.2 (55.8)                      | 21.2 (70.2)                      | 27.2 (81.0)                      | 30.7 (87.3)                      | 31.7 (89.1)                      | 30.7 (87.3)                      | 26.8 (80.2)                      | 19.9 (67.8)                      | 10.7 (51.3)                      | 3.7 (38.7)                       | 18.7 (65.6)                      |
| 日均气温 °C（°F）                | −3.2 (26.2)                      | 0.1 (32.2)                       | 7.1 (44.8)                       | 14.9 (58.8)                      | 21.1 (70.0)                      | 25.1 (77.2)                      | 27.1 (80.8)                      | 26.1 (79.0)                      | 21.2 (70.2)                      | 13.9 (57.0)                      | 5.3 (41.5)                       | −1.3 (29.7)                      | 13.1 (55.6)                      |
| 平均低温 °C（°F）                | −7.3 (18.9)                      | −4.3 (24.3)                      | 2.1 (35.8)                       | 9.3 (48.7)                       | 15.4 (59.7)                      | 20.2 (68.4)                      | 23.2 (73.8)                      | 22.3 (72.1)                      | 16.7 (62.1)                      | 9.2 (48.6)                       | 1.1 (34.0)                       | −5.1 (22.8)                      | 8.6 (47.4)                       |
| 历史最低温 °C（°F）              | −18.1 (−0.6)                     | −22.9 (−9.2)                     | −17.7 (0.1)                      | −2.8 (27.0)                      | 4.5 (40.1)                       | 10.1 (50.2)                      | 16.2 (61.2)                      | 13.7 (56.7)                      | 6.2 (43.2)                       | −2.2 (28.0)                      | −11.4 (11.5)                     | −17.9 (−0.2)                     | −22.9 (−9.2)                     |
| 平均降水量 mm（）                | 2.0 (0.08)                       | 4.9 (0.19)                       | 6.1 (0.24)                       | 21.7 (0.85)                      | 34.7 (1.37)                      | 74.0 (2.91)                      | 156.3 (6.15)                     | 123.8 (4.87)                     | 50.9 (2.00)                      | 31.3 (1.23)                      | 13.3 (0.52)                      | 2.3 (0.09)                       | 521.3 (20.5)                     |
| 平均降水天数（≥ 0.1 mm）         | 1.5                              | 2.0                              | 2.6                              | 4.2                              | 5.6                              | 8.3                              | 11.0                             | 9.4                              | 6.0                              | 4.7                              | 2.9                              | 1.8                              | 60                               |
| 平均相對濕度（％）               | 56                               | 54                               | 49                               | 48                               | 52                               | 62                               | 73                               | 76                               | 69                               | 64                               | 62                               | 59                               | 60                               |
| 月均日照時數                     | 165.5                            | 167.8                            | 212.7                            | 227.9                            | 253.7                            | 216.2                            | 191.7                            | 192.2                            | 200.0                            | 187.7                            | 152.8                            | 155.3                            | 2,323.5                          |
| 可照百分比                       | 55                               | 55                               | 57                               | 57                               | 57                               | 49                               | 43                               | 46                               | 54                               | 55                               | 51                               | 53                               | 53                               |
| 来源：中国气象局                 |                                  |                                  |                                  |                                  |                                  |                                  |                                  |                                  |                                  |                                  |                                  |                                  |                                  |

### 水系

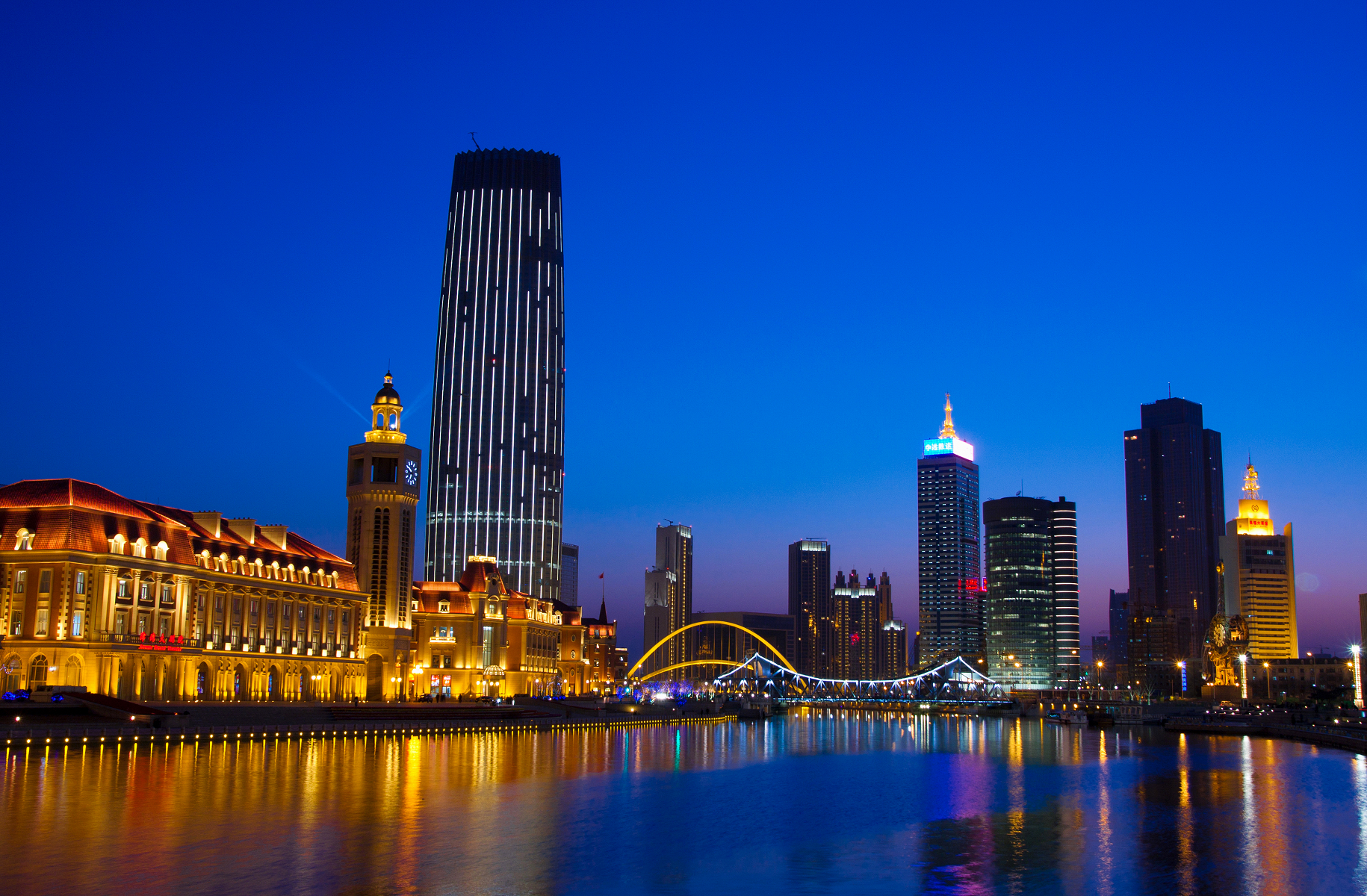
流经天津市区的海河干流

天津市市域内河流密布、洼淀湿地亦广泛分布，河流和湿地的分布对天津城市布局有着较大的影响。天津地处海河流域下游，是海河五大支流南运河、北运河、子牙河、大清河、永定河的汇合处和入海口，素有“九河下梢”之称。海河的干流流经天津市域，市内主要河流包括：月牙河、卫津河、津河、新开河等。

### 海洋
天津海岸线地处渤海西部海域，长达302.62公里。天津的海洋面积370多平方公里，正在开发利用的滩涂资源、富含大量浮游生物、游泳生物、底栖生物和潮间带生物的海洋生物资源。此外，在海水资源利用方面，天津自古以来就是著名的盐产地，拥有中国最大的盐场长芦盐场。而且自2010年起推行的海水淡化工程将解决城市的淡水不足问题。

### 自然资源
天津市的矿产资源、油气资源以及地热资源丰富。特别是在海洋油气资源方面，天津地区现已发现45个含油构造，储量可观。大规模的油田有大港油田和渤海油田等。在太阳能利用方面，天津地区属于太阳能资源较丰富的二类地区，全年可利用天数约200天，可大规模利用程度不高。

## 经济地理特征
早在6000年前的新石器时代，天津就有了农业垦殖活动。在古代，天津因漕运兴起，是中国北方的军事重镇（天津卫）及重要的商贸集散中心。近代，随着商业和金融业的繁荣及工业的兴起，天津发展成为北方重要的经济中心和重要的工业城市。清末民初，天津工商业规模曾一度超过北京。近代，天津在河海运通航枢纽的基础上，加之接近首都的特殊区位优势，成为中国最早对外开埠的开放性城市之一，成为华北的经济中心城市和北方金融中心。中华人民共和国成立前，天津的工业产值是北京市的7倍，直至1970年代初，天津在城市人口和经济规模方面被北京超越，均居于中国北方第二的位置。
目前，天津市的三次产业中，第二产业具主导地位，且产业结构的地区差异明显。天津市的第一产业主要分布在远郊区县，第二产业以滨海新区和环城四区为主，第三产业则主要分布在中心城区。

## 人文地理特征

### 人口地理特征

跟随朱棣的大量皖北、苏北人形成了天津在北方的独特人文环境

天津从一个军事防御性的城池和因漕运而兴起的商埠逐渐发展成为现代化特大型城市，人口的数量、分布和构成都随着历史的发展在不断地变化。古代天津的河漕、海运和芦盐之利不仅推动了整个天津商业的发展，也是天津人口聚集的重要因素。北宋时期，天津海河作为当时宋、辽两国的界河，南北贸易繁荣，并吸引了人口的聚集。金、元时期，天津凭借占据“地当九河要津，路通七省舟车”的地缘优势，在大直沽和三岔河口形成了天津的商业和人口的聚集地。明代，卫城的建立，燕王朱棣被明太祖朱元璋派往天津一带戍边，同时带去了大量皖北、苏北人，随着当时天津内城集市的形成和发展，人口逐渐增多。清代，天津盐业发展和盐商的崛起加速了人口的聚集。
近代，天津开放为通商口岸后，工商业依托天津租界的外资和河海航运枢纽的区位优势工商业迅速繁荣，人口快速增长，在1840年天津城市人口为20万，至1880年已达到50万。清末民初，天津市由漕运枢纽迅速发展成为中国北方人口规模最大的城市、港口和工商业中心，至1935年，天津市总人口达到359.6万，其中城市人口151.5万。依据2020年天津的行政区划范围统计，当时天津市总人口达到了400万。进入21世纪以来，天津的人口结构存在严重的老龄化问题，是中国继上海市和北京市之后第三个进入老龄化社会的城市。
截至2018年末，天津市全市常住人口1,559.60万人。其中，外来人口499.01万人，占全市常住人口的32.0%。常住人口中，城镇人口1296.81万人，城镇化率为83.15%。常住人口出生率6.67‰，死亡率5.42‰，自然增长率1.25‰。截至2018年末，天津全市户籍人口1081.63万人。

### 文化地理特征
天津是国家历史文化名城。
在历史上天津的军事地位显要，因此尚武文化是天津历史早期的文化标志。早在西汉时期，天津蓟州区境内的渔阳是西汉政府北部边防要塞。唐五代之后，天津地区又称为宋、辽对峙的前沿阵地，常年有军队驻守于此。金、元时期，天津境内设置了直沽寨和海津镇，驻有众多军队。明永乐二年，天津设卫筑城后，大量屯兵，军事职能更加强化，军队的士兵以及士兵家眷成为早期天津城市居民的主体。
古代天津军事上的建制影响到了当时的行政区划、城市建筑布局、乡村聚落的分布和军事管理体制。军队的屯垦制度形成了天津独特的地名文化，并促进了天津早期的农耕文化的发展。天津的方言和婚俗等习俗均与周边河北省等地区不同，但与皖北地区一致，在北方形成了天津独特的方言孤岛和婚俗孤岛，都与早期军事移民影响有关。

## 城市地理特征

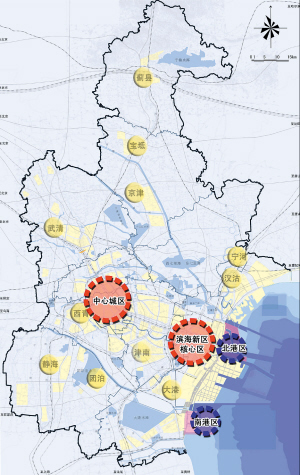
天津市城镇体系

### 城镇化和城镇体系
天津的城市聚落自古因漕运而兴起，从古代的筑城到近代开埠专管租界的独立规划建设，再到1949年后的规划发展，天津已经成在中国的城镇体系中兼具中心城市和门户城市的职能。2010年2月，中华人民共和国住房和城乡建设部编制的《全国城镇体系规划（草案）》中，天津市被确定为中国的国家中心城市。天津内部的城镇体系离散度较高，存在均衡性较低的问题。天津内部城镇体系的核心已经逐渐从天津中心城区的单一核心，逐步发展成为天津中心城区-滨海新区核心区的双核心城镇体系。同时，天津市的门户港口由天津港的单一门户港口逐步发展成为，天津港-天津南港的双门户港口形态。这一城镇体系被成为“双城双港”的结构，“双城”是指天津市中心城区和滨海新区核心区；“双港”是指天津港和天津南港。截止到2015年，天津的城镇化率达到82.64%，比2010年增长略高于3个百分点。

### 土地利用和规划
天津由于近代天津租界的开发，成为中国较早引入西方城市规划理念并进行发展和实践的城市。1984年，天津市已建成的约200平方公里，根据1986版天津市总体规划，天津市到2000年总用地规模为330平方公里，平均每人城市用地86.9平方米，人口密度降至每平方公里1.15万人。

## 地理区划

### 综合自然区划
根据地形地貌、土壤水文等条件，天津的综合自然地理区划共分为山地丘陵区、平原区、海岸带和浅海区四个区划。山地丘陵区位于蓟州区渔阳镇以北，属于燕山山地南侧的一部分，面积651平方公里。这一区域海拔高度在50-1000米，地势北高南低。该区域地处夏季东南季风的迎风坡，地形雨较多，降水量在700-900毫米，是天津市域内最多雨的地区。低山、丘陵、谷地是该区域的主要地貌类型。区域内的河流大部分是季节性河流，汛期时水流湍急，枯水期河床内分布着大小不一的乱世暴露于河床，河床的砂砾层仍有潜流。蓟州区的山地丘陵区是天津的木材、矿产和建筑材料主产区，又是干鲜果品主产地和休闲度假风景旅游区。天津市的平原区分布在山地丘陵以南的广大区域，属于华北平原的一部分，是天津市地形的主要特征，总面积为10654平方公里。天津市东部沿海地区有狭长的海岸带。天津沿海的平均高潮位为海拔高度1.14米，平均低潮位为海拔高度-1.14米，天津潮间带的宽度为3-7.3公里，最宽可达10公里，总面积为336平方公里。

### 农业区划

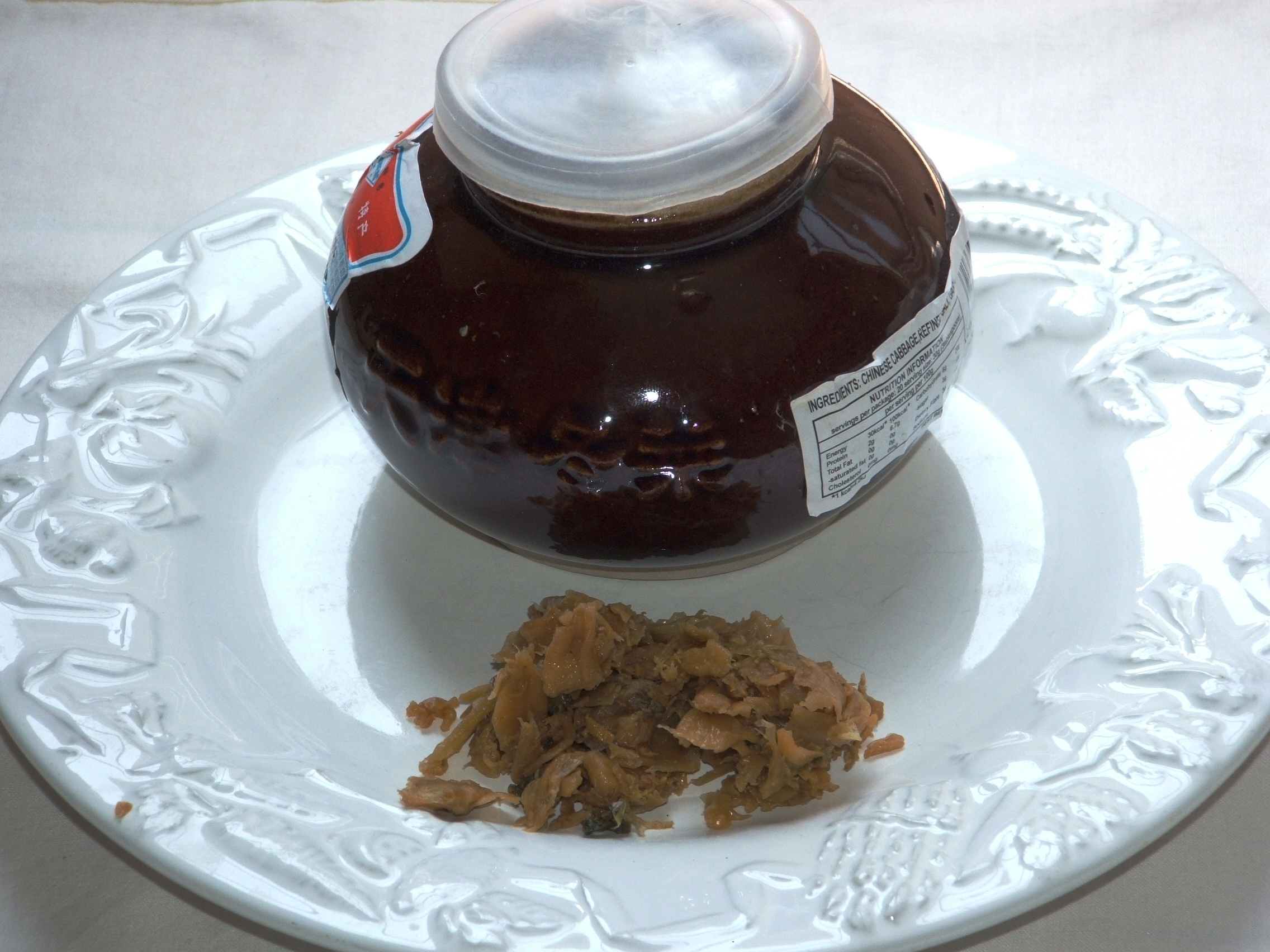
天津特色农副产品冬菜

根据天津市地域内的地貌、气候、土壤、植被等的自然条件的差异，以满足城市需求为目标天津市的农业可分为都市型、滨海型和城郊型，据此天津市域的农业区划可以划分为都市型环城农业区、都市型滨海农业区、城郊型平原综合农业区和城郊型山区生态农业区四个农业区划。亦有学者认为，滩涂和渤海大陆架也应属于天津市的独立的农业区划之一。
都市型环城农业区位于天津市中心城区周边，实行多种经营，农林牧副渔工商逐渐一体化，形成了畜牧、蔬菜、果品等主导产业和水产、花卉、种苗等产业群，同时建设有一批以鲜活为特点的副食品生产基地。其中东丽区以花卉和畜禽种业为特色，西青区以循环生态农业为特色，津南区以优质水稻为特色，北辰区以无公害副食品和果品为特色。
都市型滨海农业区位于天津东部滨海地区，滩涂渔业区以水产养殖为主，滨海综合农业区以葡萄和冬枣为特色。
城郊型平原综合农业区位于宁河县、静海县、武清区、宝坻区和蓟州区南部的平原地带。宁河县以优质水稻、棉花、商品粮以及银鱼、紫蟹等水产品为特色，武清区的主要农副产品有小麦、玉米、面糊啊、瓜菜和鲜蛋等，牛奶和蔬菜是两大农业主导产业。静海县土地肥力偏低、缺磷，除了种植小麦、玉米和杂粮等，还有金丝小枣、棉花和向日葵等作物。蓟州区南部是天津主要的粮果畜产品主产地，宝坻区则是中国北方重要的粮棉生产基地，耕种面积达115.8平方公里，经济作物中尤其以“三辣”，即五叶齐大葱、红皮大蒜和天鹰椒为特色，可远销至海外。

### 行政区划
天津市共有16个在民政部注册的县级行政区划单位，13个市辖区（其中滨海新区为副省级区），3个市辖县。市辖区分为中心城区、环城区和滨海新区。中心城区指和平区、河东区、河西区、南开区、红桥区、河北区。按照服务业功能，中心城区按照金融和平、商务河西、科技南开、金贸河东、创意河北和商贸红桥的功能定位。环绕市区的环城区为东丽区、西青区、津南区、北辰区、武清区和宝坻区。副省级区是滨海新区，由2009年11月时由原塘沽区、汉沽区、大港区以及天津经济技术开发区等区域整合而成。最后的三个市辖县宁河县、静海县和蓟县，已先后撤县建区
除此之外，天津市河东区还管辖位于河北省涉县的一块飞地，即天津铁厂街道。其前身是1969年经国务院、中央军委批准，天津市以6985工程的名义在河北省涉县秘密建立一座钢铁厂。
| 天津市行政区划 | #        | 区划名称      | 汉语拼音     | 政府驻地  | 人口 (2010) | 面积 (km²) | 人口密度 (/km²) |
| -------------- | -------- | ------------- | ------------ | --------- | ----------- | ---------- | --------------- |
|                |          |               |              |           |             |            |                 |
| — 市辖区 —     |          |               |              |           |             |            |                 |
| 1              | 和平区   | Hépíng Qū     | 小白楼街道   | 273,466   | 9.97        | 27429      |                 |
| 2              | 河东区   | Hédōng Qū     | 上杭路街道   | 860,852   | 39          | 22073      |                 |
| 3              | 河西区   | Héxī Qū       | 大营门街道   | 870,632   | 37          | 23531      |                 |
| 4              | 南开区   | Nánkāi Qū     | 长虹街道     | 1,018,196 | 40.64       | 25054      |                 |
| 5              | 河北区   | Héběi Qū      | 望海楼街道   | 788,368   | 27          | 29199      |                 |
| 6              | 红桥区   | Hōngqiáo Qū   | 西于庄街道   | 531,526   | 21.3        | 24954      |                 |
| 7              | 滨海新区 | Bīnhǎi Xīn Qū | 新港街道     | 2,482,065 | 1978        | 1255       |                 |
| 8              | 东丽区   | Dōnglì Qū     | 张贵庄街道   | 569,955   | 460         | 1239       |                 |
| 9              | 西青区   | Xīqīng Qū     | 杨柳青镇     | 684,690   | 545         | 1256       |                 |
| 10             | 津南区   | Jīnnán Qū     | 咸水沽镇     | 593,063   | 401         | 1479       |                 |
| 11             | 北辰区   | Běichén Qū    | 果园新村街道 | 669,031   | 478         | 1400       |                 |
| 12             | 武清区   | Wǔqīng Qū     | 运河西街道   | 949,413   | 1570        | 605        |                 |
| 13             | 宝坻区   | Bǎodǐ Qū      | 宝平街道     | 799,057   | 1523        | 525        |                 |
| — 县 —         |          |               |              |           |             |            |                 |
| 14             | 宁河县   | Nínghé Xiàn   | 芦台镇       | 416,143   | 1414        | 294        |                 |
| 15             | 静海县   | Jìnghǎi Xiàn  | 静海镇       | 646,978   | 1476        | 438        |                 |
| 16             | 蓟州区   | Jì Xiàn       | 文昌街道     | 784,789   | 1590        | 494        |                 |

## 环境问题
天津市存在淡水资源匮乏的资源型环境问题，人均占有量只有全国的1/15，特别是随着工业的快速发展，水资源供给更加紧张。此外，天津市境内存在地表水质污染、大气污染、土壤污染等环境问题。
在地表水质污染方面，天津受到来自上游的输入型污染较为严重。特别是引滦入津水源地的污染严重。诸如，承德市的污水会直接排入滦河流域支流武烈河，污染滦河水质。目前，承德市正在建设污水处理项目，以确保承德市排放的污水达标。
天津的空气污染问题同样较为严重，但根据研究显示近10年来总体处于稳定水平。其中，最主要的污染负荷为可吸入颗粒物PM10，其次二氧化硫与二氧化氮的污染由于冬季供暖，季节性规律较强，在冬季较为突出。而可吸入颗粒物PM10中的PM2.5污染亦较为严重，平均质量浓度为223毫克每立方米，其中有机物、硫酸根等酸性阴离子和元素碳是含量较高的3种组分，污染主要来自机动车尾气和燃煤，海盐粒子则较少。特别是冬季集中供暖期间内当大气稳定度增加时，区域大气扩散能力随之减弱，天津大气污染概率增大、易发生雾霾天气。